# Cochleosaurus
Il cocleosauro (gen. Cochleosaurus) è un anfibio temnospondilo estinto, appartenente agli edopoidi. Visse nel Carbonifero superiore (circa 315 - 310 milioni di anni fa). I suoi resti sono stati rinvenuti in Europa e in Nordamerica.

## Descrizione
Simile a una salamandra, questo anfibio era uno dei massimi predatori del suo ambiente: lungo circa un metro e sessanta, il cocleosauro era dotato di un cranio appiattito che poteva sfiorare i venti centimetri di lunghezza e di un'ampia bocca equipaggiata con forti denti aguzzi. Il corpo era allungato e flessibile, così come la coda. Le zampe, invece, erano corte. Il cranio era piuttosto allungato, in particolare per quanto riguarda la regione del muso, ed era appiattito. I denti marginali erano numerosi e aguzzi, ma erano presenti anche lunghe zanne sulle ossa del palato. Le corna tabulari nei pressi dell'incisura otica nella parte posteriore del cranio, almeno nella specie Cochleosaurus bohemicus, erano di forma arrotondata (da qui il nome Cochleosaurus, "lucertola cucchiaio"). Il cranio, inoltre, era privo dei solchi tipici della linea laterale, caratteristica di molti anfibi dalle abitudini acquatiche. La superficie ventrale delle ossa postorbitali era dotata di un fitto sistema di fossette.
Lo scheletro postcranico di C. bohemicus era poco specializzato, ed era sprovvisto di caratteristiche derivate. Possedeva 24 vertebre presacrali di tipo rachitomo, pressoché identiche a quelle del complesso atlante - epistrofeo. Le costole erano sprovviste di processi uncinati. Lo scapolarcoracoide era parzialmente cartilagineo, mentre il pube non era ossificato e i femori erano privi di particolari modifiche. Gli individui di piccole dimensioni erano dotati di archi neurali non fusi e poco ossificati, e i loro omeri erano ancora dotati di forame entepicondilare; le ossa carpali non erano ossificate e la cresta dorsale dell'ilio era molto larga.

## Classificazione
Il genere Cochleosaurus venne descritto per la prima volta nel 1885 da Antonin Fritsch, sulla base di resti fossili ritrovati nel giacimento di Nyrany in Repubblica Ceca. La specie tipo è Cochleosaurus bohemicus, noto per una notevole quantità di fossili attribuibili a vari stadi di crescita. Un'altra specie, C. florensis, è stata descritta nel 1980 e proviene dal giacimento di Florence, in Nuova Scozia (Canada). 

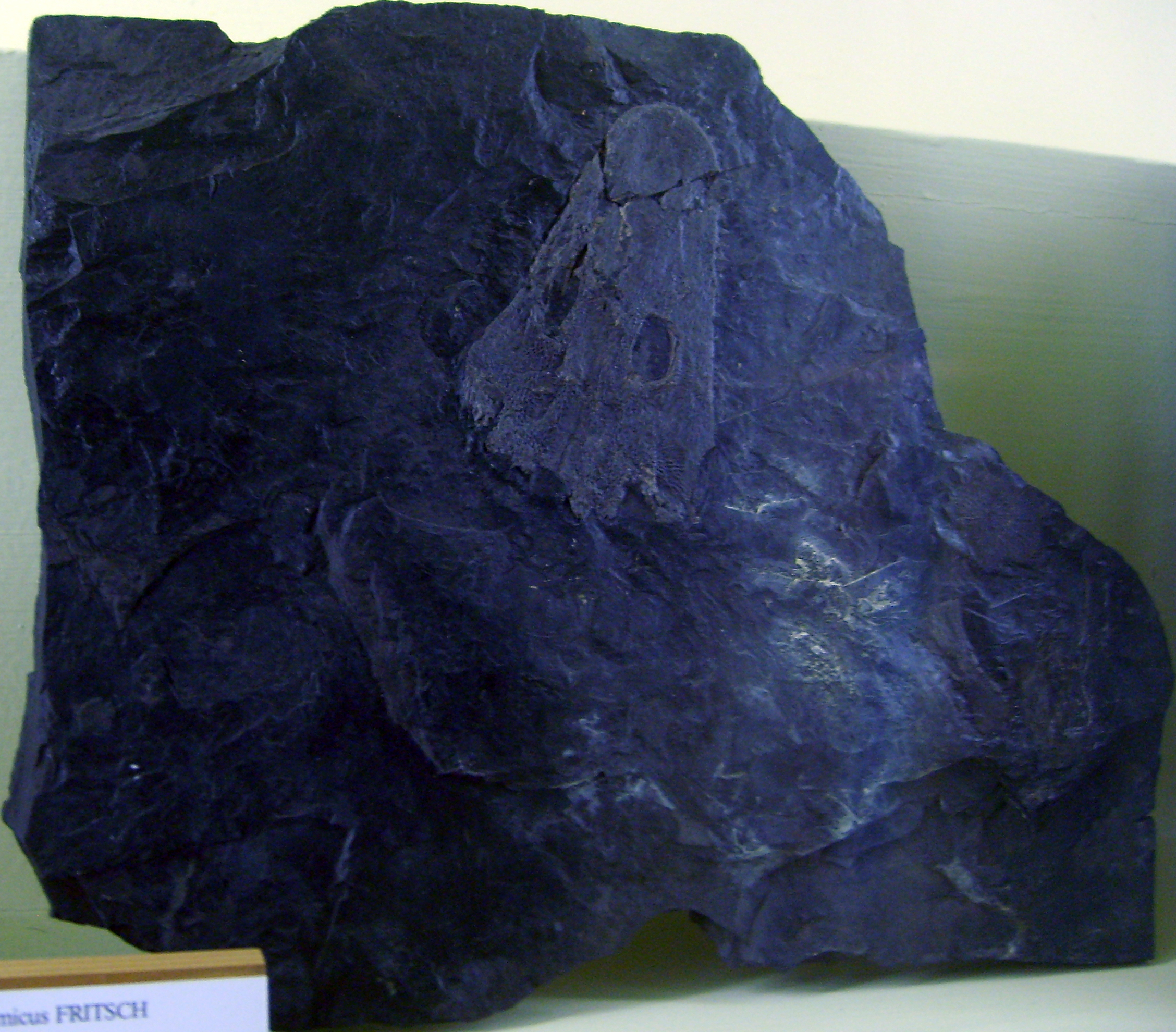
Cranio di Cochleosaurus bohemicus

Il cocleosauro è considerato un rappresentante degli edopoidi, un gruppo di anfibi temnospondili arcaici, tipici del Carbonifero e del Permiano. Cochleosaurus è il genere eponimo dei cocleosauridi, una famiglia di edopoidi dal cranio allungato. Un animale molto simile, ma più derivato, è Chenoprosopus.

## Paleoecologia

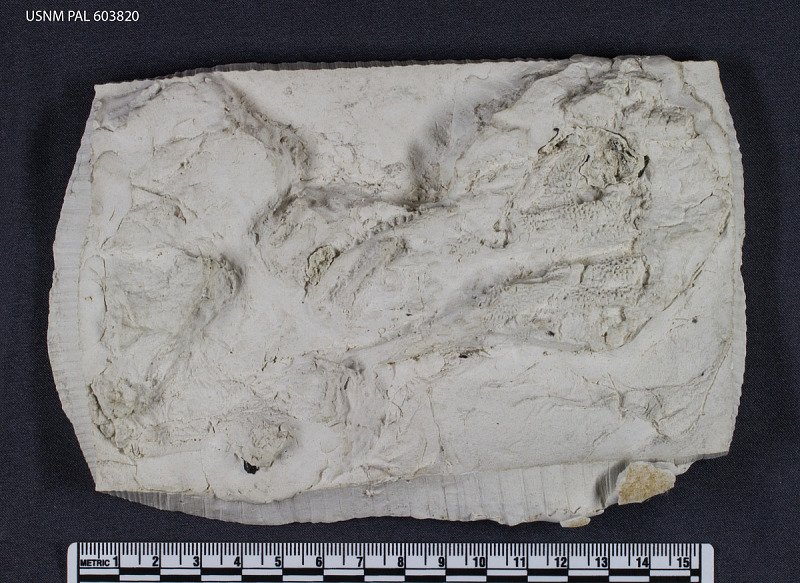
Calco del fossile di Cochleosaurus florensis

Probabilmente il cocleosauro era un predatore acquatico che viveva in fiumi e laghi, nella zona equatoriale del supercontinente Pangea. Numerosi esemplari di cocleosauro mostrano vari stadi di crescita; l'ontogenesi di questo animale vedeva la scomparsa del forame entepicondilare sull'omero, l'ossificazione del carpo e l'allungamento e il restringimento della cresta iliaca dorsale, ma l'ossificazione incompleta dei cinti pettorale e pelvico suggerisce fortemente lo stretto legame di Cochleosaurus all'ambiente acquatico anche allo stadio adulto, nonostante la mancanza della linea laterale. Si pensa inoltre che questo animale fosse un predone piuttosto comune.